# Dongxi (sockenhuvudort i Kina, Hunan Sheng, lat 29,14, long 110,83)
Dongxi (kinesiska: 洞溪, 洞溪乡) är en sockenhuvudort i Kina. Den ligger i provinsen Hunan, i den södra delen av landet, omkring 230 kilometer nordväst om provinshuvudstaden Changsha. Antalet invånare är 8 340. Befolkningen består av 4 061 kvinnor och 4 279 män. Barn under 15 år utgör 17,0 %, vuxna 15-64 år 68 %, och äldre över 65 år 14,0 %.
Runt Dongxi är det ganska tätbefolkat, med 134 invånare per kvadratkilometer. Närmaste större samhälle är Ganyan, 15,8 km norr om Dongxi. I omgivningarna runt Dongxi växer i huvudsak blandskog.
Genomsnittlig årsnederbörd är 1 766 millimeter. Den regnigaste månaden är maj, med i genomsnitt 286 mm nederbörd, och den torraste är december, med 22 mm nederbörd.